# 湖南省宗教事务局
湖南省宗教事务局是中华人民共和国湖南省人民政府主管全省宗教事务工作的部门管理机构，现由湖南省人民政府办公厅管理。

## 职能配置
- 贯彻执行党和国家宗教工作的方针、政策和法律、法规、规章，草拟宗教方面的地方性政策和法规、规章，并组织实施和监督检查。
- 了解省内外宗教现状，掌握动态，预测发展趋势，研究宗教理论，提出政策性建议和意见，并制订部门政策性文件。
- 依法保护公民宗教信仰自由，保护宗教团体和宗教活动场所的合法权益，保护宗教教职人员履行正常的教务活动，保护信教群众正常的宗教活动。
- 对有关宗教的法律、法规、规章和政策的贯彻实施进行行政管理和监督，行使宗教行政执法及监督职能，受理有关行政复议，参与有关行政诉讼，引导、促进宗教在法律、法规和政策范围内活动，防止和制止不法分子利用宗教进行非法、违法活动。
- 推动宗教界人士进行爱国主义、社会主义、维护祖国统一和民族团结的自我教育，巩固和发展同宗教界的爱国统一战线，团结和动员广大信教群众为改革开放、经济建设和构建社会主义和谐社会服务。
- 指导和帮助宗教团体培训、教育宗教教职人员，办好宗教院校，搞好自身建设；办理宗教团体需由政府协助或协调的事务。
- 管理和指导全省宗教工作干部的政治业务培训，负责骨干宗教教职人员的政治思想教育工作。
- 指导市州人民政府宗教事务部门的工作，协助市州人民政府和有关部门处理宗教方面的突发事件和影响社会稳定的问题。
- 组织、指导宗教政策、宗教法制的宣传教育工作，协助有关部门审查涉及宗教政策的文章、材料、书刊及音像制品。
- 支持、帮助宗教界开展对外和对香港、澳门特别行政区及台湾地区的友好交往活动。
- 指导全省宗教活动场所的登记和宗教教职人员的认定备案工作，做好全省性宗教团体年检的审查及省级以上重点寺观教堂的登记管理工作。
- 会同有关部门管理全省性爱国宗教团体。
- 负责全省民间信仰管理。
- 会同有关部门做好抵御境外利用宗教进行渗透的工作。
- 承办省委、省人民政府交办的其他事项。[1]

## 内设机构
- 办公室（政策法规处）
- 业务一处（承办佛教、道教、伊斯兰教方面的工作）
- 业务二处（承办天主教、基督教方面的工作）
- 业务三处（承办我省民间信仰管理、抵御渗透、宗教外事、宗教院校管理方面的工作）
- 机关党委（人事教育处）
- 纪检（监察）机构[2]